# Jiang Kun
Jiang Kun (姜坤S, Jiāng KūnP; Wuhan, 2 agosto 1979) è un allenatore di calcio ed ex calciatore cinese, di ruolo centrocampista.